# Герон Александрійський

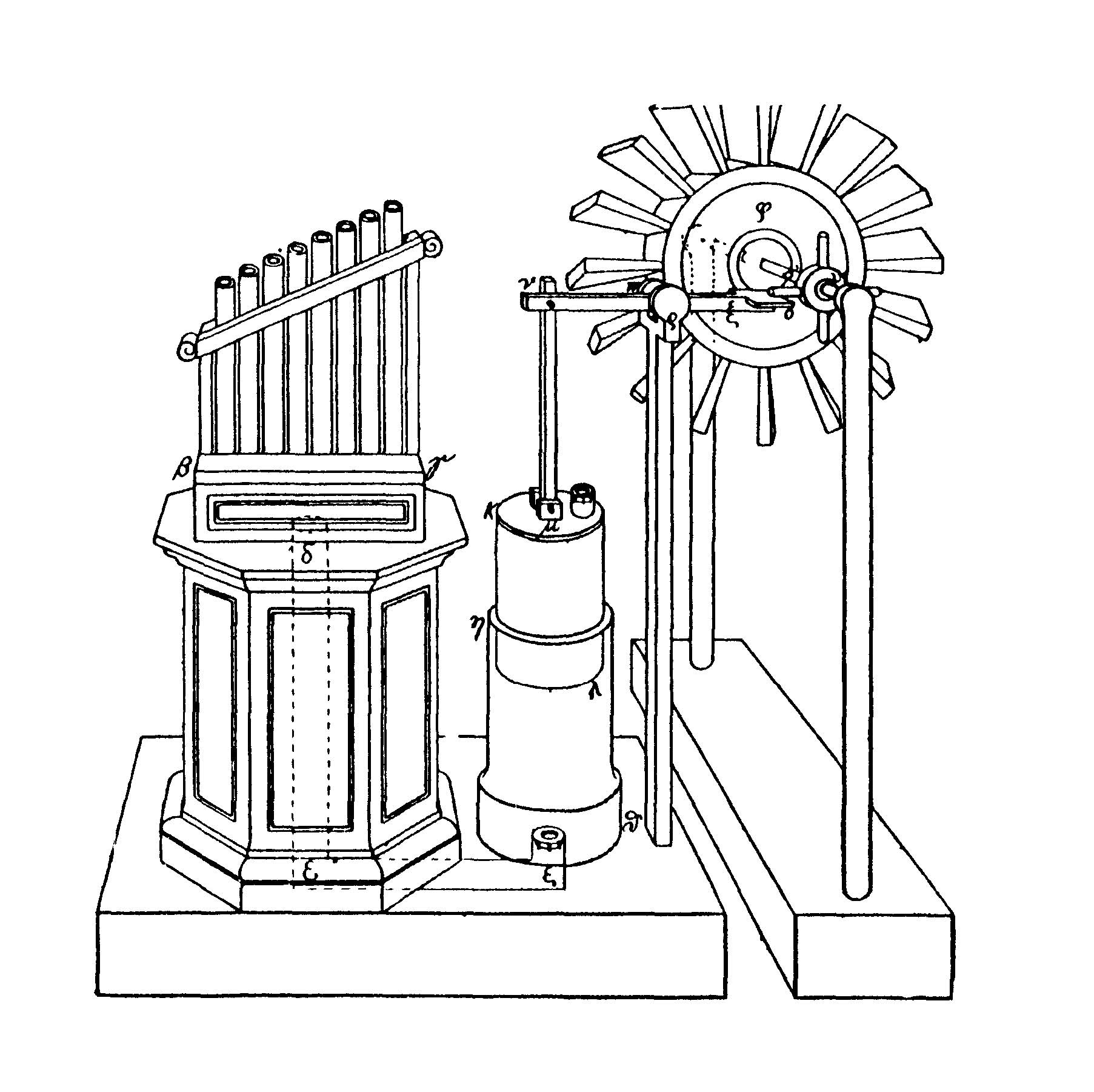
Орган з повітряним приводом

Геро́н Александрі́йський (грец. Ήρων бл. 10 — 70) — математик і винахідник античності.

## Біографічні відомості
Невідомо точні дати народження і смерті цього давньогрецького ученого і винахідника з міста Александрії. Лише майже через 2000 років були знайдені і перекладені сучасними мовами арабські списки його праць.
Далекі нащадки дізналися, що йому належать формули визначення площі різних геометричних фігур. Найбільш відома його формула для знаходження площі трикутника (Формула Герона).
Стало відомо, що Герон описав прилад діоптр, який з повною підставою можна назвати прапрадідом сучасного теодоліта. Без цього приладу не можуть зараз обійтися геодезисти, гірники, будівельники.
Він вперше дослідив п'ять типів простих машин: важіль, корбу (кривошип), клин, гвинт і блок. Герон заклав основи автоматики. Люди дивувалися дивам: двері храму самі відкривалися, коли над жертовником запалювався вогонь. Він придумав автомат для продажу «святої» води. Сконструював кулю, що обертається силою струменя пари. Винайшов ще ряд приладів і автоматів. Висунув ідею парових машин.